# Старый ботанический сад (Тюбинген)
Старый ботанический сад (нем. Alter Botanischer Garten) — бывший ботанический сад при университете Тюбингена, Германия; ныне — городской парк. Расположен между Старым городом и историческим зданием университета, в 700 метрах к северо-востоку от Рыночной площади.

## История
Основателем ботанического сада можно считать ботаника и медика Леонарта Фукса, который в 1535 году высадил ряд лекарственных растений возле Нонненхауса — одного из зданий при женском монастыре. В 1663 году герцогом Вюртемберга Эберхардом III на этом месте был создан сад лекарственных растений (лат. Hortus medicus), следить за которым спустя три года был назначен садовник от университета.
В 1969 году при университете был разбит новый ботанический сад. Старый сад был передан в ведение муниципальных властей; сейчас здесь располагается городской парк.